# Chung kết Cúp Liên đoàn các châu lục 1997
Chung kết Cúp Liên đoàn các châu lục 1997 là trận đấu bóng đá để tìm ra nhà vô địch Cúp Liên đoàn các châu lục 1997. Trận đấu được diễn ra tại Sân vận động Nhà vua Fahd II, Riyadh, Ả Rập Saudi, vào ngày 21 tháng 12 năm 1997 giữa hai đội Brasil và Úc. Brasil giành chiến thắng với tỉ số 6–0.

## Đường đến trận chung kết
| Đội         | Pld | W | D | L | GF | GA | GD | Pts |
| ----------- | --- | - | - | - | -- | -- | -- | --- |
| Brasil      | 3   | 2 | 1 | 0 | 6  | 2  | 4  | 7   |
| Úc          | 3   | 1 | 1 | 1 | 3  | 2  | 1  | 4   |
| México      | 3   | 1 | 0 | 2 | 8  | 6  | 2  | 3   |
| Ả Rập Xê Út | 3   | 1 | 0 | 2 | 1  | 8  | –7 | 3   |

| Đội         | Pld | W | D | L | GF | GA | GD | Pts |
| ----------- | --- | - | - | - | -- | -- | -- | --- |
| Brasil      | 3   | 2 | 1 | 0 | 6  | 2  | 4  | 7   |
| Úc          | 3   | 1 | 1 | 1 | 3  | 2  | 1  | 4   |
| México      | 3   | 1 | 0 | 2 | 8  | 6  | 2  | 3   |
| Ả Rập Xê Út | 3   | 1 | 0 | 2 | 1  | 8  | –7 | 3   |

## Chi tiết trận đấu
| Brasil                                                | 6–0      | Úc |
| ----------------------------------------------------- | -------- | -- |
| Ronaldo 15', 27', 59' (ph.đ.) · Romário 38', 53', 75' | Chi tiết |    |

| Brasil | Úc |

|                         |    |                  |     |
|                         |    |                  |     |
| GK                      | 1  | Dida             |     |
| RB                      | 2  | Cafu             |     |
| CB                      | 3  | Aldair           |     |
| CB                      | 4  | Júnior Baiano    |     |
| LB                      | 6  | Roberto Carlos   |     |
| CM                      | 5  | Dunga (c)        |     |
| CM                      | 16 | César Sampaio    |     |
| AM                      | 19 | Juninho          |     |
| AM                      | 18 | Denílson         |     |
| CF                      | 9  | Ronaldo          | 72' |
| CF                      | 11 | Romário          |     |
| Dự bị:                  |    |                  |     |
| GK                      | 12 | Rogério Ceni     |     |
| FW                      | 7  | Bebeto           |     |
| MF                      | 8  | Flávio Conceição |     |
| MF                      | 10 | Leonardo         |     |
| DF                      | 13 | Zé Maria         |     |
| DF                      | 14 | Gonçalves        |     |
| DF                      | 15 | Zé Roberto       |     |
| MF                      | 17 | Doriva           |     |
| MF                      | 20 | Rivaldo          |     |
| MF                      | 21 | Rodrigo Fabri    |     |
| DF                      | 22 | Russo            |     |
| Huấn luyện viên trưởng: |    |                  |     |
| Mário Zagallo           |    |                  |     |

|                         |    |                 |     |     |
|                         |    |                 |     |     |
| GK                      | 1  | Mark Bosnich    |     |     |
| SW                      | 4  | Milan Ivanović  |     |     |
| RB                      | 14 | Tony Vidmar     |     | 31' |
| CB                      | 5  | Alex Tobin (c)  |     |     |
| CB                      | 2  | Steve Horvat    |     | 55' |
| LB                      | 3  | Stan Lazaridis  |     |     |
| CM                      | 8  | Craig Foster    |     |     |
| CM                      | 6  | Ned Zelić       |     |     |
| AM                      | 10 | Aurelio Vidmar  |     | 31' |
| CF                      | 9  | Mark Viduka     | 24' |     |
| CF                      | 11 | Harry Kewell    |     |     |
| Dự bị:                  |    |                 |     |     |
| GK                      | 20 | Željko Kalac    |     |     |
| MF                      | 7  | Robbie Slater   |     |     |
| DF                      | 12 | Matthew Bingley |     | 55' |
| DF                      | 13 | Robbie Hooker   |     |     |
| MF                      | 15 | Josip Skoko     |     |     |
| FW                      | 16 | Paul Trimboli   |     |     |
| FW                      | 17 | Damian Mori     |     |     |
| FW                      | 18 | John Aloisi     |     | 31' |
| MF                      | 19 | Ernie Tapai     |     |     |
| DF                      | 21 | Kevin Muscat    |     | 31' |
| Huấn luyện viên trưởng: |    |                 |     |     |
| Terry Venables          |    |                 |     |     |

| Trọng tài - Trợ lý trọng tài: - Mohamed Al Musawi (Oman) - Jacques Poudevigne (Pháp) | QUY ĐỊNH TRẬN ĐẤU - 90 phút thi đấu chính thức - 30 phút hiệp phụ nếu cần thiết - Sút luân lưu 11m nếu tỉ số hoà: - 3 (trong 11) cầu thủ rời sân thay người (nếu có) |